# Пакоти
Пакоти (порт. Pacoti) — муниципалитет в Бразилии, входит в штат Сеара. Составная часть мезорегиона Север штата Сеара. Входит в экономико-статистический микрорегион Батурите. Население составляет 11 542 человека на 2006 год. Занимает площадь 111,959 км². Плотность населения — 103,1 чел./км².
Основан 2 сентября 1803 года.

## Статистика
- Валовой внутренний продукт на 2003 составляет 23.369.212,00 реалов (данные: Бразильский институт географии и статистики).
- Валовой внутренний продукт на душу населения на 2003 составляет 2.075,23 реалов (данные: Бразильский институт географии и статистики).
- Индекс развития человеческого потенциала на 2000 составляет 0,668 (данные: Программа развития ООН).